# Golf la Jocurile Olimpice de vară din 2016
Probele sportive de golf la Jocurile Olimpice de vară din 2016 s-au desfășurat pe noul Curs Olimpic de Golf din cartierul Barra da Tijuca, în Rio de Janeiro, Brazilia. Proba masculină a avut loc în perioada 11–14 august 2016, în timp ce proba feminină s-a ținut în perioada 17–20 august.
În 2009, la cea de-a 121-a sesiune a CIO de la Copenhaga a ales să reintrodus golf-ul și rugby-ul (variantă în șapte) în programul olimpic. Este a treia oară când golf-ul este probă olimpică, după Jocurile Olimpice de vară din 1900 de la Paris și cele din 1904 de la St. Louis.

## Loc de desfășurare
Probele s-au desfășurat pe noul Curs Olimpic de Golf, construit în 2015 în Rezerva de Marapendi din cartierul Barra da Tijuca la un cost estimat de 10,6 milioane de dolari. Alegerea locului a fost criticată de activiștii de mediu, fiindcă terenul corespunde vechii porțiuni din Parcul Natural Municipal din Marapendi și găzduiește, în opinia lor, peste 300 de specii pe cale de dispariție.
Cursul a fost proiectat de americanul Gil Hanse. Acoperă un total de 970.000 m², pentru o capacitate de 15.000 de locuri.

## Medaliați
| Probă    | Aur                                | Argint                         | Bronz                                          |
| Masculin | Justin Rose · Marea Britanie (GBR) | Henrik Stenson · Suedia (SWE)  | Matt Kuchar · Statele Unite ale Americii (USA) |
| Feminin  | Inbee Park · Coreea de Sud (KOR)   | Lydia Ko · Noua Zeelandă (NZL) | Shanshan Feng · China (CHN)                    |

## Clasament pe medalii
| Loc   | Țară                       | Aur | Argint | Bronz | Total |
| ----- | -------------------------- | --- | ------ | ----- | ----- |
| 1     | Marea Britanie             | 1   | 0      | 0     | 1     |
| 1     | Coreea de Sud              | 1   | 0      | 0     | 1     |
| 3     | Noua Zeelandă              | 0   | 1      | 0     | 1     |
| 3     | Suedia                     | 0   | 1      | 0     | 1     |
| 5     | China                      | 0   | 0      | 1     | 1     |
| 5     | Statele Unite ale Americii | 0   | 0      | 1     | 1     |
| Total | Total                      | 2   | 2      | 2     | 6     |